# Donald Mazankowski
Donald Frank Mazankowski PC CC AOE (* 27. Juli 1935 in Viking, Alberta, Kanada; † 27. Oktober 2020) war ein kanadischer Unternehmer, Wirtschaftsmanager, Politiker der Progressiv-konservativen Partei Kanadas (PC) und langjähriger Vize-Premierminister.

## Leben

### Abgeordneter und Aufstieg zum Minister
Mazankowski, dessen Vorfahren aus Polen stammten, studierte nach dem Schulbesuch Rechtswissenschaft, erwarb einen Doktor der Rechte (LL.D.) und war später als Unternehmer tätig.
Seine politische Laufbahn begann er als Kandidat der Progressiv-konservativen Partei, als er im Juni 1968 zum Mitglied in das Kanadische Unterhaus gewählt wurde und in diesem mehr als 25 Jahre bis September 1993 den Wahlkreis Vegreville in Alberta vertrat.
Bereits kurz nach seiner ersten Wahl wurde er in das Kompetenzteam seiner Partei in der Opposition berufen und war dort nacheinander für Jugend (1969 bis 1970), Regionale Entwicklung (1971 bis 1972), Verkehr (1972 bis 1976), Kommunikation (1973 bis 1975), Regierungsoperationen (1976 bis 1977) sowie Verkehr (1977 bis 1981) zuständig. Während dieser Zeit war er auch zwischen Oktober 1973 und 1976 Vorsitzender der Mitgliederversammlungen (Caucuses) seiner Partei.
Im Juni 1979 wurde er von Premierminister Joe Clark erstmals zum Minister berufen und zwar als Verkehrsminister im 21. Kanadischen Kabinett, dem er bis zum Ende von Clarks Amtszeit am 2. März 1980 angehörte. Nach dem Machtverlust wurde er wiederum Mitglied des Kompetenzteams der PC und war dort zuständig für das Schatzamt und wirtschaftliche Entwicklung (1981 bis 1983) und Verkehr (1983 bis 1984).

### Vizepremier unter Mulroney und Wirtschaftsmanager
Premierminister Brian Mulroney berief ihn im September 1984 ins 24. Kanadische Kabinett erneut zum Verkehrsminister und zugleich von Mai bis Juni 1986 zum amtierenden Minister für regionale industrielle Ausweitung.
Im Juni 1986 wurde er außerdem Vize-Premierminister und bekleidete dieses Amt fast sieben Jahre lang bis zum Ende von Premierminister Mulroney am 24. Juni 1993. Darüber hinaus war er zwischen Juni 1986 und Dezember 1988 Führer der konservativen Regierungsfraktion im Unterhaus.
Daneben war von Juni 1986 bis April 1991 auch Präsident des Kanadischen Kronrates sowie von Juli 1986 bis 1992 Regionalminister für Alberta. Außerdem war er von August 1987 bis Januar 1989 Minister mit der Verantwortung für Privatisierung und Regulationsangelegenheiten und außerdem zwischen August 1987 und März 1988 Präsident des Schatzamtes. Nach einer weiteren Tätigkeit als Landwirtschaftsminister von September 1988 und April 1991 war er schließlich zuletzt noch von April 1991 bis Juni 1993 Finanzminister im Kabinett Mulroney.
Im September 1993 zog er sich aus dem politischen Leben zurück und übernahm zahlreiche Positionen in der Privatwirtschaft. Er war unter anderem Mitglied des Board of Directors von Weyerhaeuser, Shaw Communications und der Power Corporation of Canada.
Er wurde für seine politischen Verdienste im April 2000 zum Officer und 2013 zum Companion des Order of Canada ernannt.